# Ärla landskommun
Ärla landskommun var en tidigare kommun i Södermanlands län.

## Administrativ historik
Den 1 januari 1863, när kommunalförordningarna började tillämpas, skapades över hela riket cirka 2 500 kommuner, varav 89 städer, 8 köpingar och resten landskommuner. Då inrättades i Ärla socken i Österrekarne härad i Södermanland denna kommun. Namnändring till Ärla skedde 1927.
1952 genomfördes den första av 1900-talets två genomgripande kommunreformer i Sverige. Ärla bildade den då "storkommun" genom sammanläggning med den tidigare kommunen Stenkvista.
Kommunreformen 1971 innebar att Ärla kommun upphörde och dess område tillfördes Eskilstuna kommun.

### Kyrklig tillhörighet
I kyrkligt hänseende tillhörde kommunen Ärla församling. Den 1 januari 1952 tillkom Stenkvista församling. Dessa församlingar gick ihop 2006 att bilda Stenkvista-Ärla församling.

## Geografi
Ärla landskommun omfattade den 1 januari 1952 en areal av 189,10 km², varav 181,48 km² land. Efter nymätningar och arealberäkningar färdiga den 1 januari 1961 omfattade landskommunen samma datum en areal av 192,00 km², varav 186,73 km² land.

### Tätorter i kommunen 1960
| Tätort    | Folkmängd |
| --------- | --------- |
| Ärla      | 712       |
| Hällberga | 435       |

Tätortsgraden i kommunen var den 1 november 1960 39,2 procent.

## Politik

### Mandatfördelning i valen 1938-1966
| 12 | 1 | 2 | 4 | 2 |

| 21 |

| 11 | 10 |

| 21 |

| 21 |

| 21 |

| 17 | 8 | 8 | 2 |

| 31 |

| 17 | 6 | 9 | 3 |

| 28 | 7 |

| 15 | 7 | 8 | 5 |

| 29 | 6 |

| 16 | 7 | 8 | 4 |

| 30 | 5 |

| 16 | 8 | 7 | 4 |

| 28 | 7 |